# Chōnin
Chōnin (町人? "cittadino") fu una classe sociale che emerse in Giappone durante il primo periodo Edo. La maggior parte di loro era mercanti, ma vi erano pure alcuni artigiani. I nōmin (contadini) non erano considerati parte dei chōnin. L'ascesa economica dei chōnin può essere paragonata a quella della borghesia europea.

## Origini
Verso la fine del XVII secolo la prosperità e la crescita economica di Edo cominciò a produrre cambiamenti imprevisti nell'ordine sociale voluto dai Tokugawa. I chōnin, che in teoria erano collocati alla base della gerarchia sociale di Edo (shinōkōshō: samurai-contadini-artigiani-mercanti, con i chōnin che includevano i due ultimi gruppi), conobbero una fioritura economica e sociale a spese dei daimyō e dei samurai, i quali erano pronti a scambiare il riso (a quei tempi la principale forma di reddito terriero) contro denaro contante o beni di consumo. Le innovazioni nel mercato ed il suo estendersi misero infatti in crisi le gerarchie sociali preesistenti. Per esempio alcuni importanti punti-vendita di Edo adottarono una politica commerciale che prevedeva l'utilizzo esclusivo del denaro come forma di pagamento, cosa che favoriva i chōnin e la loro disponibilità immediata di contante.

## Importanza
I chōnin furono fondamentali per lo sviluppo delle culture dello ukiyo-e, rakugo e artigianato moderno.
Ideali estetici quali l'iki, tsū e inase furono anche concezione del popolo chōnin. Furono figure importanti in Giappone per l'introduzione di uno stile di vita più materialistico, non tipico del Giappone, fatto rilevante se si considera l'adattamento – durante il periodo Meiji – ai nuovi stili del periodo successivo, caratterizzato dal legame sempre più ponderante ai beni materiali e dalla tendenza al consumismo, dovuto al preponderante avanzamento del capitalismo con l'insediarsi di popolazioni europee e all'adozione dei loro stili occidentali da parte dei giapponesi.